# Suger von Saint-Denis

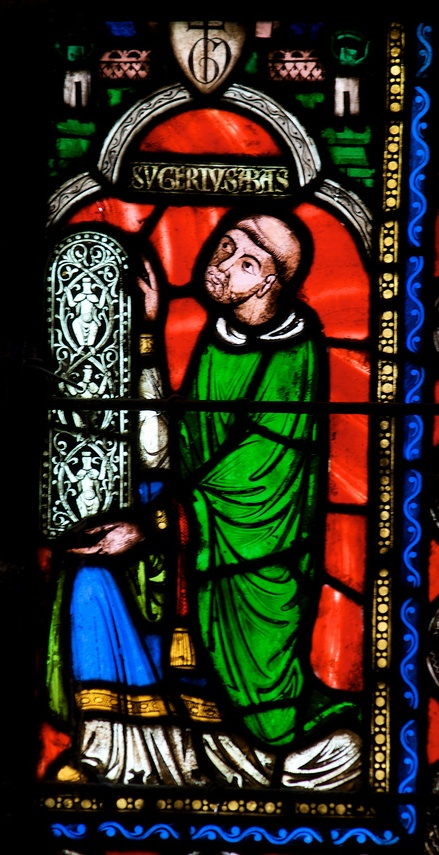
Abt Suger auf einem mittelalterlichen Fenster in der Kathedrale von Saint-Denis (12. Jahrhundert)

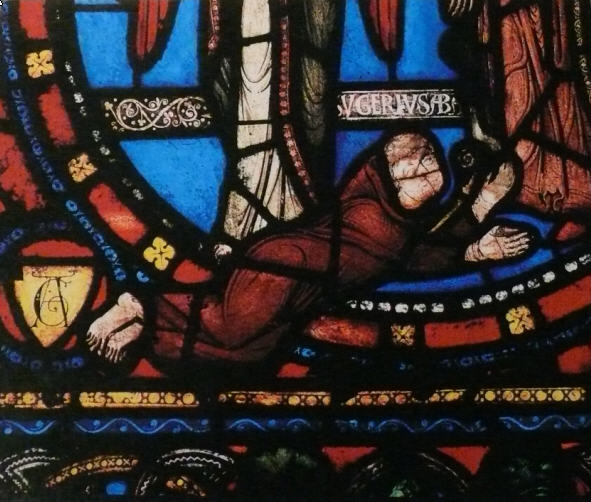
Suger auf einem mittelalterlichen Fenster

Suger [syˈʒe] (* 1081; † 13. Januar 1151 in Saint-Denis bei Paris) war ein französischer Kirchenfürst und Staatsmann.

## Leben
Suger wurde um das Jahr 1081 geboren. Als Geburtsort werden verschiedene Möglichkeiten genannt, unter anderem Chennevières-lès-Louvres. Seine Familie gehörte vermutlich zu den minores milites, einer Form des niedrigen Adels. Schon als Zehnjähriger kam er als Oblat in die Abtei Saint-Denis bei Paris. Suger ging auf die zu Saint-Denis gehörende Schule, auf die bis 1092 auch der spätere König Ludwig VI. ging. 1106 wurde er als Gesandter des Klosters zum Papst entsandt und sein Vorgesetzter betraute den begabten jungen Mann auch später mit diplomatischen Missionen, die ihn in Verbindung treten ließen zum Königshof, zum Papst und zu den großen Fürstenhöfen Frankreichs. 1118 und 1121 kam er als Gesandter des Königs nach Rom.
Während eines Aufenthaltes in Rom im Jahr 1122 wurde er zum Abt des Klosters Saint-Denis gewählt. Bald machte er sich erfolgreich daran, das Kloster zu reformieren und zu sanieren. 1124 war es seinem Geschick zu danken, dass die Fürsten Frankreichs sich mit dem König gegen einen deutsch-englischen Einfall zusammenschlossen. Beim Besuch des Papstes Innozenz II. in Cluny im Jahre 1131 war er Sprecher des Königs und des gesamten Episkopats.
1137 konnte Suger mit dem Neubau der Abteikirche beginnen, die seit 639 Grablege der fränkisch/französischen Könige war (Chorweihe 1144). 1147 warb er gemeinsam mit Bernhard von Clairvaux für den Zweiten Kreuzzug, an dem er sogar – ungeachtet seiner schwächlichen Konstitution – selbst teilnehmen wollte. Als Ludwig VII. dann zum Kreuzzug aufbrach, wurde Suger zum Regenten gewählt. Diese Aufgabe erfüllte er mit Bravour. Seit jener Zeit wurde er auch „Vater des Vaterlandes“ genannt, weil er sein ganzes Wirken in den Dienst des französischen Königtums stellte.
In Anbetracht der damals noch sehr schmalen Machtbasis des Königs kam es ihm vor allem darauf an, dessen geistliches Prestige – als Stellvertreter Christi – zu steigern.
Unter Ludwig VI. und Ludwig VII. hatte Suger bedeutenden Einfluss auf das Staatswesen. Er sanierte die Finanzen, verbesserte das Justizwesen, beförderte Ackerbau, Handel und Gewerbe und begünstigte die Städte.
Hochgeehrt verstarb Suger am 13. Januar 1151 in seinem Kloster. Er wurde in der auch als Grablege der französischen Könige dienenden Basilika des Klosters, die später zur Kathedrale von Saint-Denis erhoben wurde, beigesetzt. Bei der Plünderung der Königsgräber von Saint-Denis während der Französischen Revolution wurde sein Grab am 22. Oktober 1793 geöffnet und geplündert, seine Überreste wurden in einem Massengrab außerhalb der Kirche beerdigt.

## Leistung

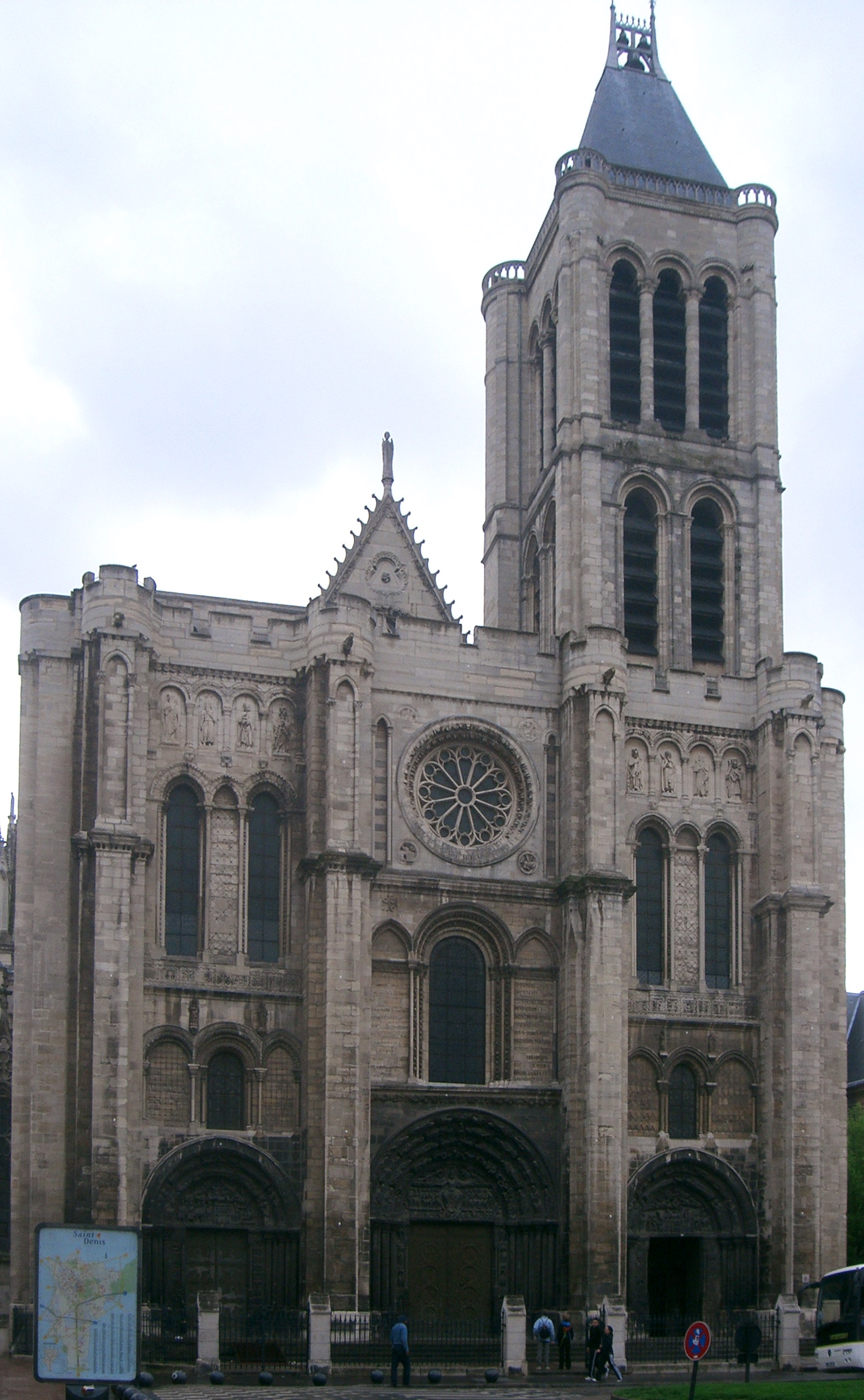
Fassade der Abteikirche/Basilika Saint-Denis

Sein bedeutendstes Werk ist die Abteikirche von Saint-Denis, an deren Planung er maßgeblich beteiligt war. (Erhalten – wie er sie geplant hatte – sind lediglich der Unterbau des Chores und das Westjoch mit der Fassade und dem Turmansatz.) Elemente, die der normannischen und burgundischen (z. B. Laon) Architektur schon bekannt waren (Rippengewölbe und Spitzbogen, Dienste), wurden in diesem Bau zum ersten Mal in einen Zusammenhang gestellt, der eine Verschmelzung und Durchlichtung der Räume ermöglichte. Durch das Herausnehmen vieler damals als notwendig erachteter Stützwände konnte er erstmals in der Baugeschichte großflächige Fenster zur Raumgestaltung einsetzen. So war der Bau weitaus lichtdurchfluteter als die Kirchen seiner Zeit. Außerdem war der Bau schlichter und graziler als romanische Bauwerke. Dies gilt als Begründung eines neuen Baustils: der Gotik.
Lange galt es als gesichert, dass Suger als eine Art geistliche Grundlage seines Kirchenbaues die Harmonielehre des Augustinus und die Licht-Metaphysik des Pseudo-Dionysius dienten – diese kommentiert von Johannes Scotus Eriugena und Hugo von St. Viktor. Nach seiner Vorstellung sollte die Kirche die Harmonien der Schöpfung Gottes und die Erleuchtung des Gläubigen darstellen. Eine Umsetzung dieser Gedanken sah man in den Architekturformen des Chores der Abteikirche und der Schaffung eines betont lichtdurchfluteten Gesamt-Raumes. Dafür boten ihm die Hagia Sophia in Konstantinopel, deren Aussehen er von den Pilgern geschildert bekam und der er durch eine prachtvolle Innenausstattung nacheifern wollte, sowie der salomonische Tempel in Jerusalem, dessen Ausmaß nur aus der Bibel hervorgeht und der in derselben Absicht, nämlich zu Gottes Verehrung erbaut worden ist, die idealen „Modelle“, mit deren Qualität er sich messen lassen wollte. Es ist aber nicht belegt, ob Suger die o. g. Schriften las und somit dem Neubau von St-Denis, die dem Heiligen Dionysius von Paris geweiht worden war, ein besonderes, philosophisches (platonisches) Konzept zugrunde liegt. Der Topos des göttlichen Lichts findet sich vielmehr z. B. schon in der Bibel wieder (Joh 8,12  uvm.).
Unter Suger wurde St-Denis der zentrale Ort der geistig-politischen Kräfte der aufstrebenden Monarchie, Kristallisationspunkt der Nationalidee Frankreichs und somit Ausgangspunkt des Stils, der für eine neue Verbindung von Kirche und französischem Königtum steht: der gotischen Kathedrale.
Sein Wirken als Schöpfer der neuen Klosterkirche schilderte und begründete er in Libellus de consecratione ecclesiae Sancti Dionysii und De rebus in administratione sua gestis. Weitere Schriften aus seiner Hand sind Vita Ludovici VI. und Ordinatio. Unter anderem begründete er darin die Lehre von der Lehnspyramide, die Ludwig VI. im Kampf gegen die Barone mit Sugers Hilfe zentralisiert hatte.

### Ausgaben seiner Schriften
- Œuvres complètes. Recueillies, annotées et publiées d’après les manuscrits pour la Société de l'Histoire de France par Albert Lecoy de la Marche. Renouard, Paris, 1867, (Digitalisat; Nachdruck: Olms, Hildesheim u. a. 1979, ISBN 3-487-06862-1).
- Abbot Suger on the Abbey Church of St.-Denis and its Art Treasures. Edited, Translated and Annotated by Erwin Panofsky (1946). 2nd Edition by Gerda Panofsky-Soergel. Princeton University Press, Princeton NJ 1979, ISBN 0-691-00314-9.
- Œuvres. Texte établi, traduit et commenté par Françoise Gasparri. 2 Bände. Belles lettres, Paris 1996–2001 und ISBN 2-251-34052-1.
  - Band 1: Écrit sur la consécration de Saint-Denis. L’oeuvre administrative. Histoire de Louis VII (= Les classiques de l’histoire de France au Moyen Age. 37). 1996, ISBN 2-251-34048-3;
  - Band 2: Lettres de Suger. Chartes de Suger. Vie de Suger par le moine Guillaume (= Les classiques de l’histoire de France au Moyen Age. 41). 2001, ISBN 2-251-34052-1.
- Ausgewählte Schriften. Herausgegeben von Andreas Speer und Günther Binding. Sonderausgabe, durchgesehener Nachdruck der 1. Auflage. Wissenschaftliche Buchgesellschaft, Darmstadt 2005, ISBN 3-534-18494-7.